# John Johnstone Kirkness
John Johnston Kirkness (1857-1939) est un architecte, un entrepreneur en bâtiment et un homme politique sud-africain, maire de Pretoria de 1906 à 1907.

## Biographie
Fils aîné de Thomas Kirkness et de Mary, née Johnston, John Johnston Kirkness est né en Écosse en 1857. Diplômé en construction et architecture, il émigre en Afrique du Sud en 1879 pour chercher du travail et y faire fortune dans le bâtiment. Il s'installe d'abord à Bethlehem, une petite ville de l'État libre d'Orange et travaille en tant que maître d'œuvre sur la construction de l'Église réformée hollandaise de la ville d'Heilbron ainsi que sur plusieurs ponts. À Barberton dans le Transvaal, il construit l’église d'Angleterre, l’église réformée hollandaise, la Bourse et d'autres bâtiments avant de gagner Johannesburg où il édifie plusieurs édifices à Doornfontein et sur Market Square.
Il participe à la construction de nombreux autres bâtiments municipaux ou religieux notamment au Cap ou à Harrismith. Il établit finalement le siège de sa société de construction à Pretoria et en 1889, est le maître d'œuvre pour la construction du Raadsaal.
Après la seconde guerre des Boers, Kirkness devient membre du premier conseil de la ville de Pretoria. En tant que président du Comité des Travaux, il participe à la mise en place du système municipal de drainage des eaux pluviales ainsi que des systèmes d'assainissement. Il occupe durant un an la fonction honorifique de maire de Pretoria de 1906 à 1907.
John Johnstone Kirkness est mort à Pretoria en juin 1939.
Sa maison, qu'il a dessinée et construite, est située dans le quartier de Muckleneuk à Pretoria tandis que la rue qui longe le stade Loftus Versfeld porte le nom de Kirkness street.